# Département de l’administration du Parti du travail de Corée
Le Département de l’administration est un organe du Comité Central du Parti du travail de Corée.
Il a été dirigé par Jang Song Thaek à partir de janvier 2006.